# Église Saint-Blaise de Bagnols

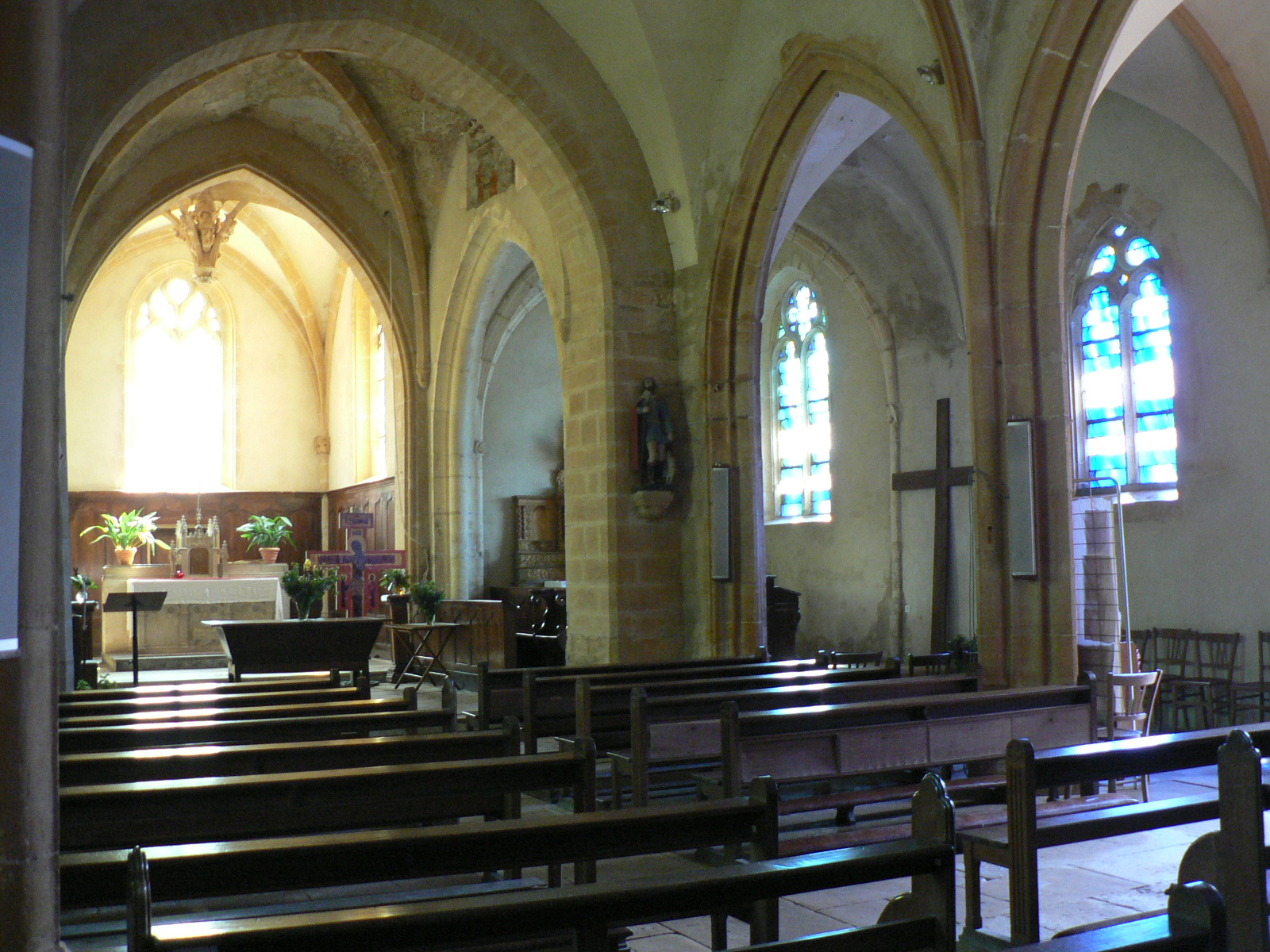
Le chœur

Pour les articles homonymes, voir Église Saint-Blaise.
Ne doit pas être confondu avec Église Saint-Pierre de Bagnols.
L'église Saint-Blaise, est une église à Bagnols, dans le département du Rhône. L'église est placée sous le patronage de saint Blaise et aussi Saint Roch comme patron secondaire.

## Historique
Le chœur de l'église date du XVIe siècle avec encore aujourd'hui des éléments de cette époque comme la clé de voute, le bénitier (1535) et des peintures murales dont la transfiguration sur le Mont Thabor.
Elle fut agrandie en 1850. Des vitraux contemporains ont été installés en 2001.
Le chœur est inscrit au titre des monuments historiques en 1978. Un arrêté pris en janvier 2021 étend la protection à la totalité de l'église

## Mobiliers
L'église contient un nombre important d'objets protégés dont notamment
- Bénitier
- Maître-autel avec antependium, croix d'autel, chandeliers, Anges céroféraires
- Retable et tabernacle du bas-côté méridional
- Matériel liturgique avec ostensoir, tabernacle, reliquaire
- Un groupe sculpté du XVe représentant sainte Catherine d'Alexandrie
- Dix autres statues, la plupart en bois polychromé du XVIIe parmi elles Saint Blaise, Saint Laurent, Vierge de l'Annonciation, Vierge à l'Enfant, Saint Jean-Baptiste, Saint Julien, Christ en croix.
- Un tableau représentant saint Jérôme écrivant la Vulgate